# Dorfkirche Hänchen

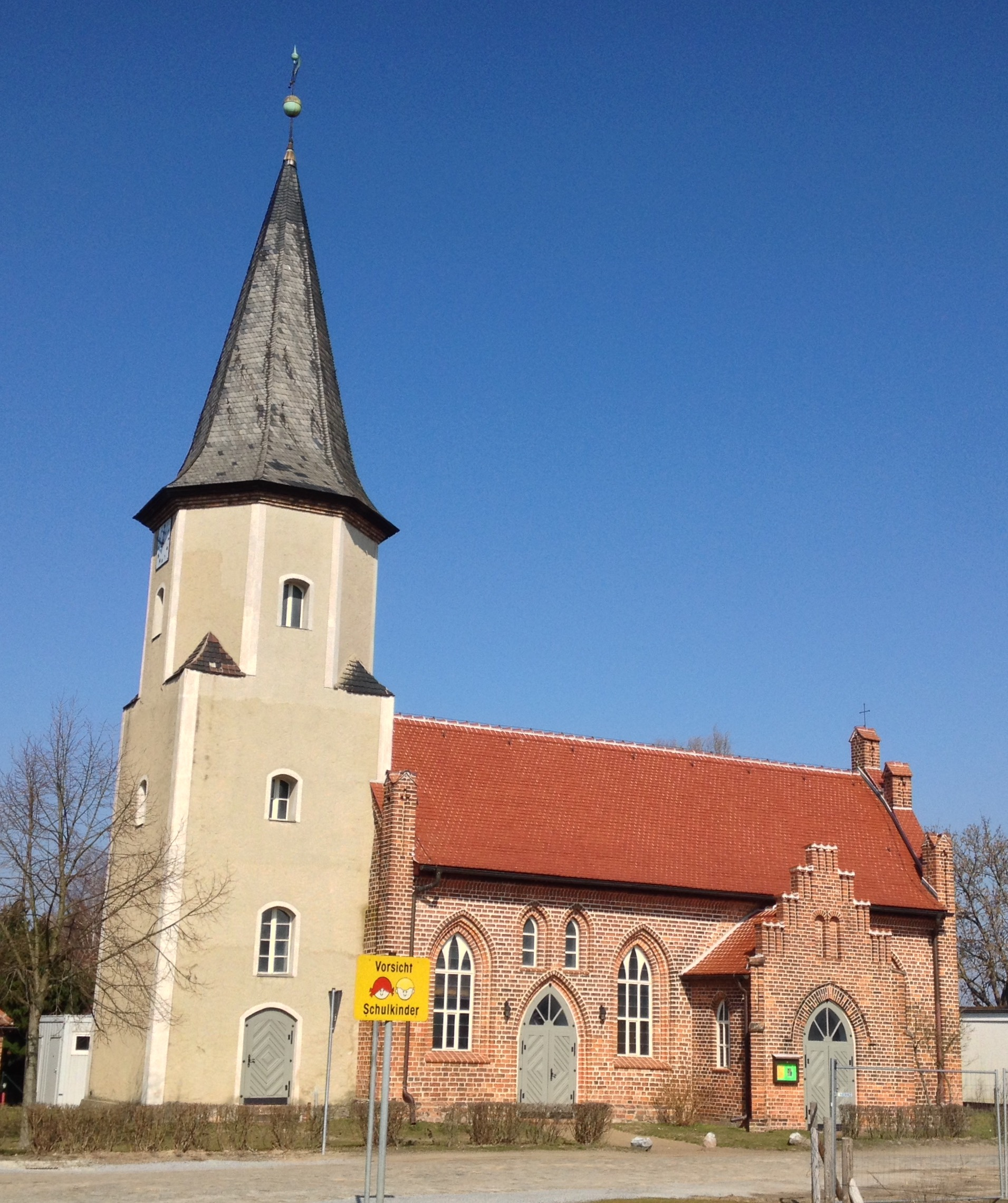
Dorfkirche Hänchen (2016)

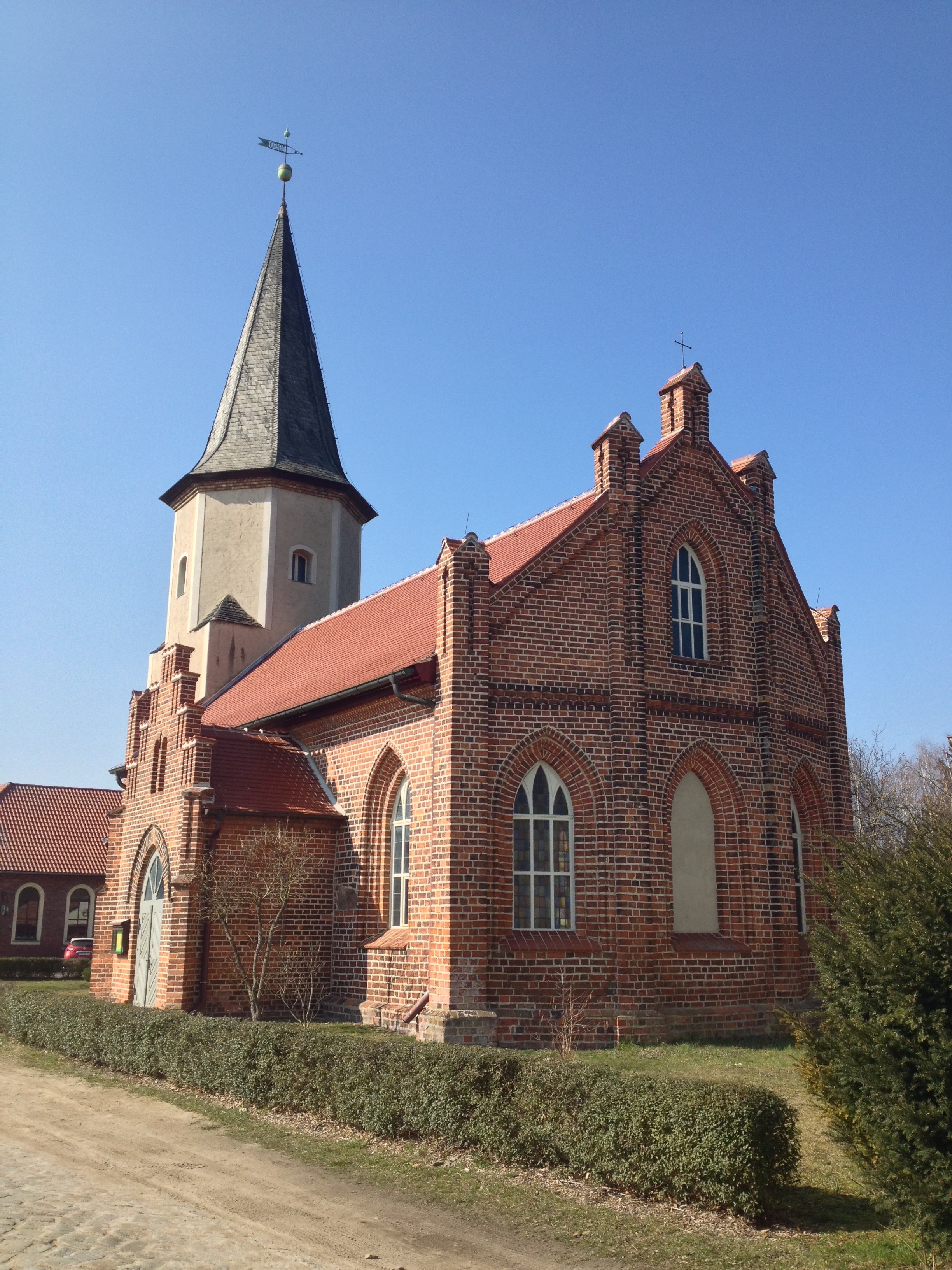
Ostschluss (2016)

Die Dorfkirche Hänchen ist das Kirchengebäude des zur Gemeinde Kolkwitz gehörenden Dorfes Hänchen im Landkreis Spree-Neiße im Südosten des Landes Brandenburg. Das Gebäude gehört zur Kirchengemeinde Cottbus-Süd im Kirchenkreis Cottbus, der Teil der Evangelischen Kirche Berlin-Brandenburg-schlesische Oberlausitz ist. Die Kirche steht unter Denkmalschutz.

## Architektur und Geschichte
Die erste Dorfkirche erhielt das Dorf Hänchen im 14. Jahrhundert, diese war eine Filialkirche von Groß Gaglow. Im Jahr 1743 erhielt der Turm ein datiertes Glockengeschoss und einen achteckigen Spitzhelm. 1867 wurde die alte Dorfkirche bis auf den Turm abgerissen und das Kirchenschiff neu gebaut. Diese bis heute erhaltene Kirche ist ein Saalbau aus Backstein mit einer dreiseitigen und durch Pfeiler gegliederten Ostfront. Sie weist Stile der Neugotik auf. An der Südwand befindet sich eine kleine Vorhalle mit Eingangsportal und einem Stufengiebel. Im Inneren hat die Kirche eine Westempore.
Die Dorfkirche Hänchen ist mit einer Orgel der Firma Hermann Eule Orgelbau aus Bautzen ausgestattet. Die Kirchenglocke wird auf das 15. Jahrhundert datiert. Im April 1945 brannte die Kirche bis auf die Umfassungsmauern ab. In der folgenden Zeit wurde sie wieder aufgebaut und wird seit 1951 wieder für Gottesdienste genutzt. Im Sommer 2013 wurde das Dach der Kirche erneuert.

## Kirchengemeinde
Die Kirche in Hänchen gehört seit jeher als Filialkirche zur Kirchengemeinde Groß Gaglow. Neben den Einwohnern von Hänchen gingen auch die Einwohner von Klein Gaglow in die Hänchener Kirche. Als Arnošt Muka die Dörfer Anfang der 1880er Jahre besuchte, waren der größte Teil der Einwohner der Kirchengemeinde Sorben. Bis zum Tod des Pfarrers Bĕtkaŕ fanden in Hänchen Gottesdienste in sorbischer Sprache statt. Danach erhielt die Kirchengemeinde einen deutschsprachigen Pfarrer, der zuvor in Zibelle tätig war.
Als Teil der Superintendentur Cottbus gehörte die Kirchengemeinde bis 1945 zur Evangelischen Landeskirche der älteren Provinzen Preußens und nach deren Zerfall zur Evangelischen Kirche in Berlin-Brandenburg, die im Januar 2004 in der Evangelischen Kirche Berlin-Brandenburg-schlesische Oberlausitz aufging. Dort gehört die Kirchengemeinde zum Kirchenkreis Cottbus. Von 2020 bis 2024 war die Kirchengemeinde Hänchen Teil des Pfarrsprengels Cottbus-Süd, bevor die Kirchengemeinden dieses Pfarrsprengels am 1. Dezember 2024 zur Gesamtkirchengemeinde Cottbus-Süd fusioniert wurden.

## Gefallenendenkmal

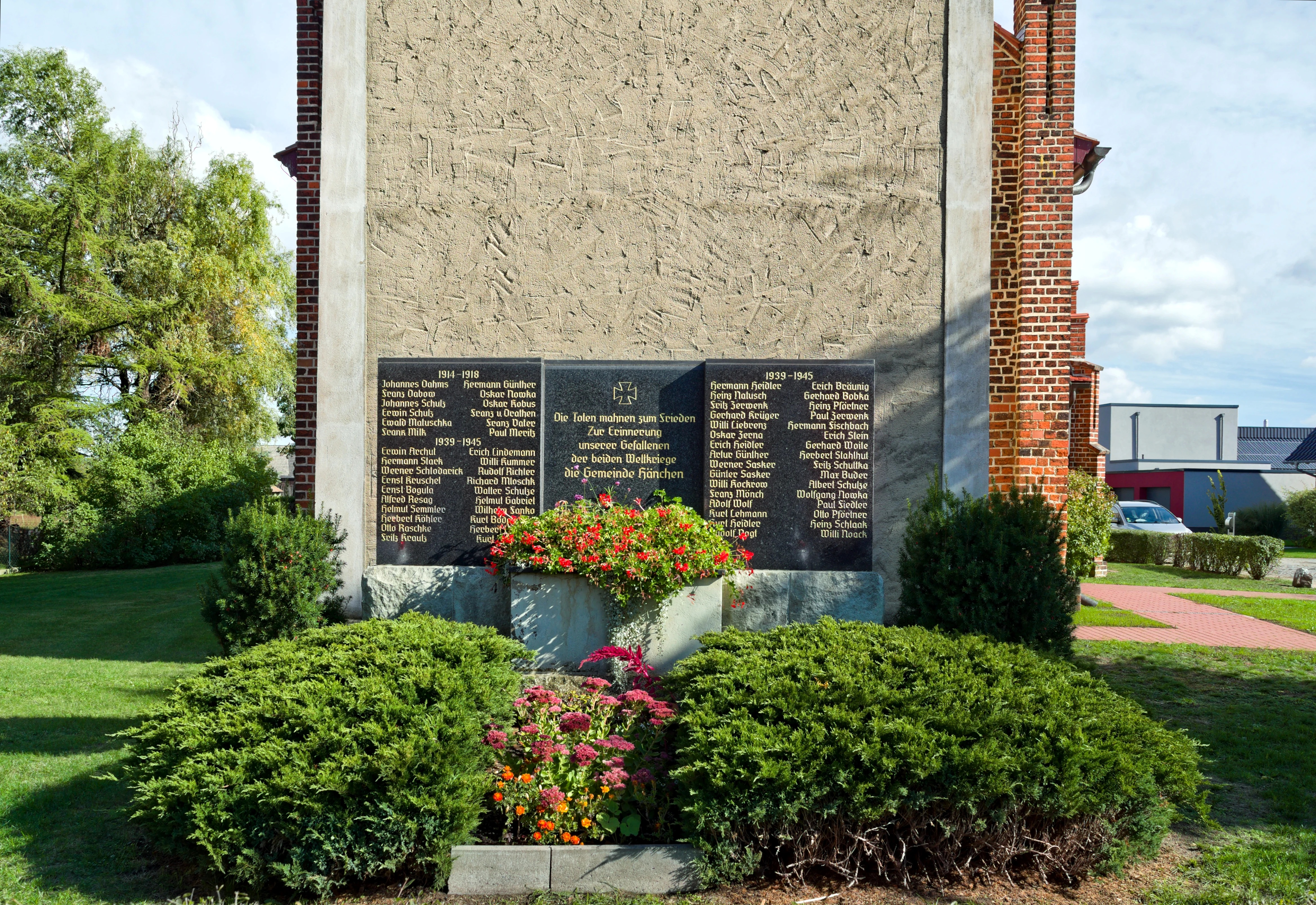
Gefallenendenkmal (2019)

Vor dem Kirchturm befindet sich ein Denkmal für die gefallenen Soldaten aus Hänchen während des Ersten und des Zweiten Weltkrieges.